# Raixa

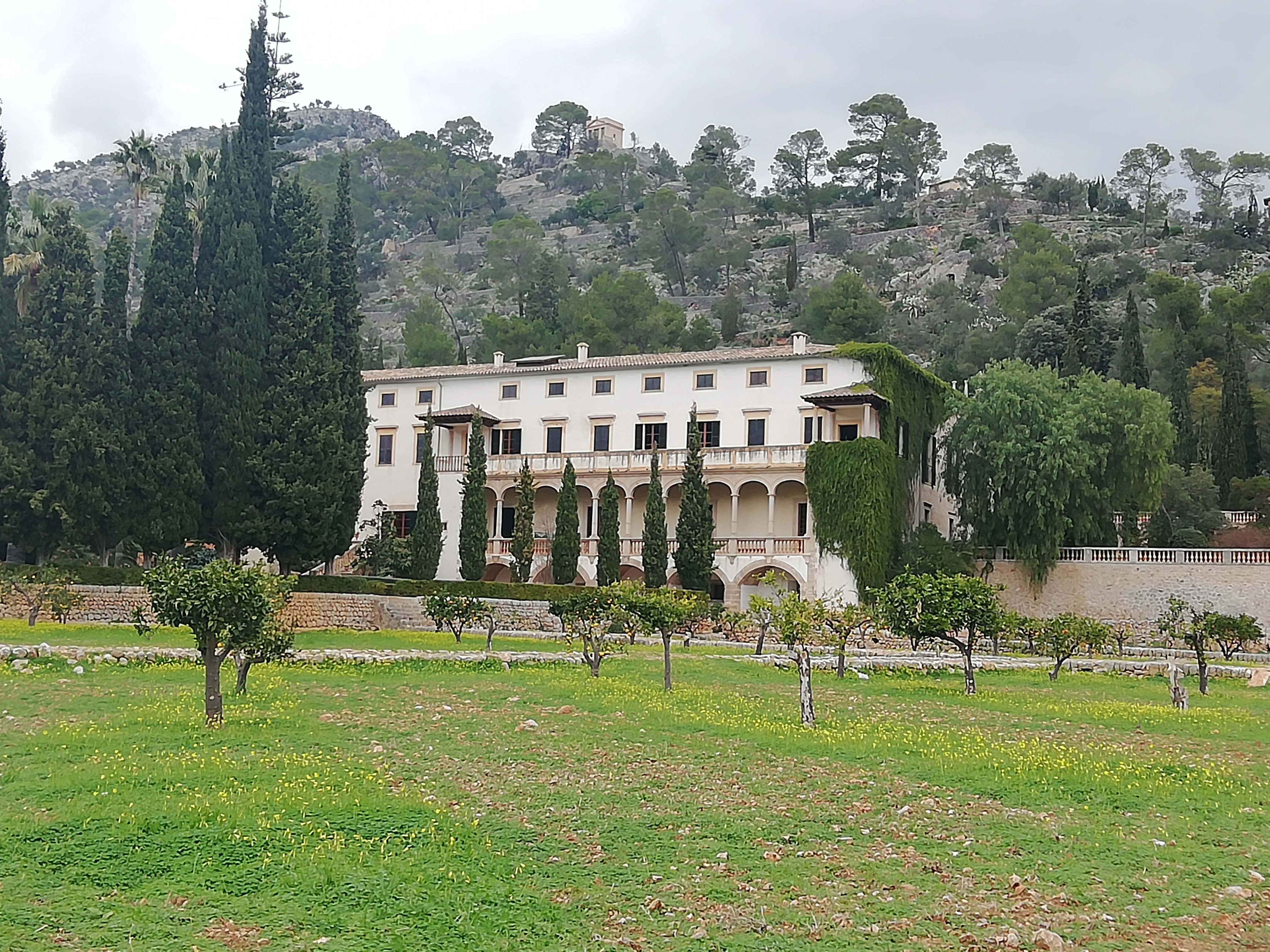
Fachada frontal de la finca Raixa.

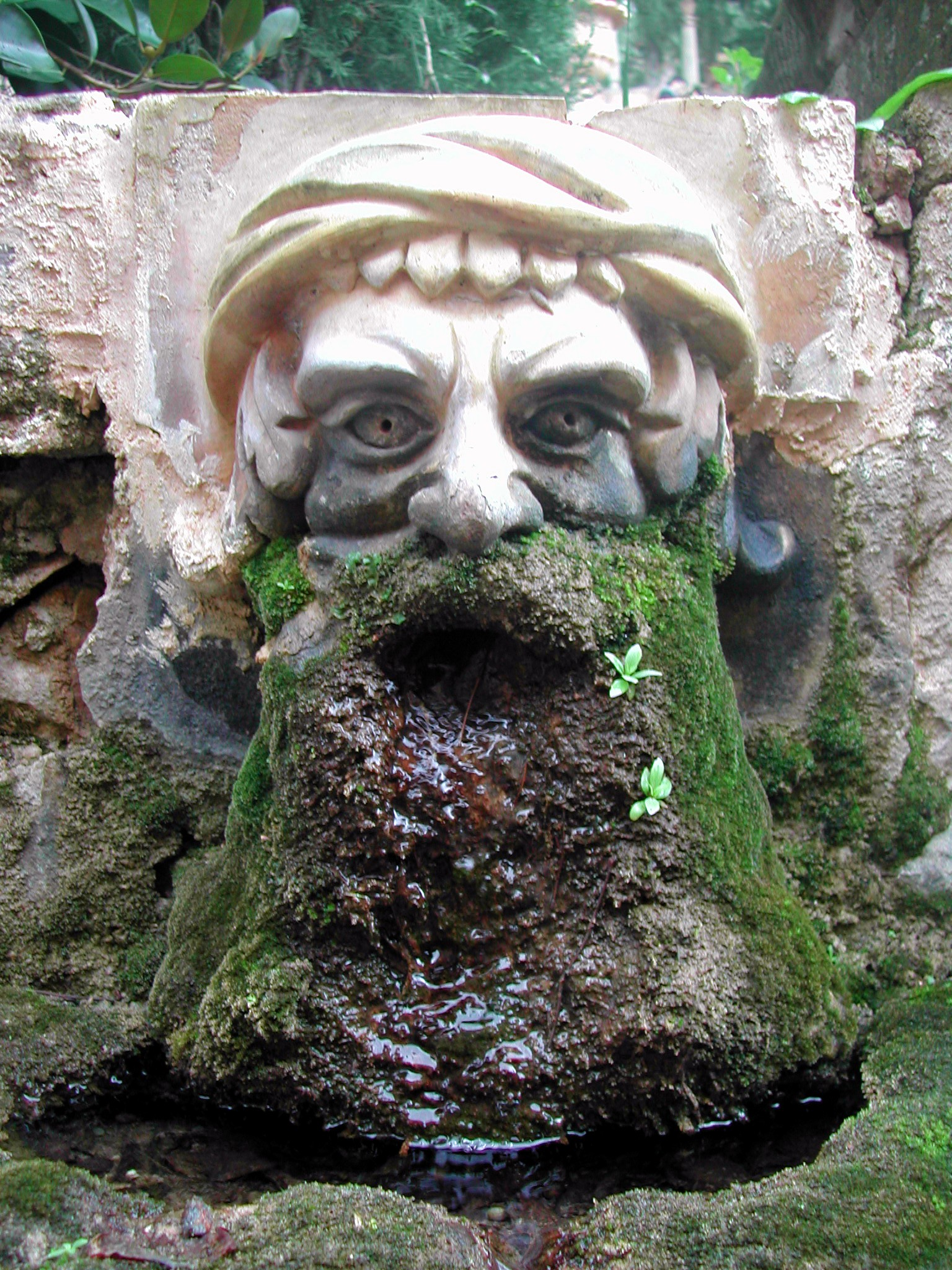
Cara del manantial de una fuente de la posesión de Raixa, Buñola, Mallorca.

Raixa es una posesión de origen árabe situada a los pies de la Sierra de Tramontana, dentro del municipio español de Buñola, Mallorca. Posee uno de los jardines más importantes de la isla.

## Historia de Raixa

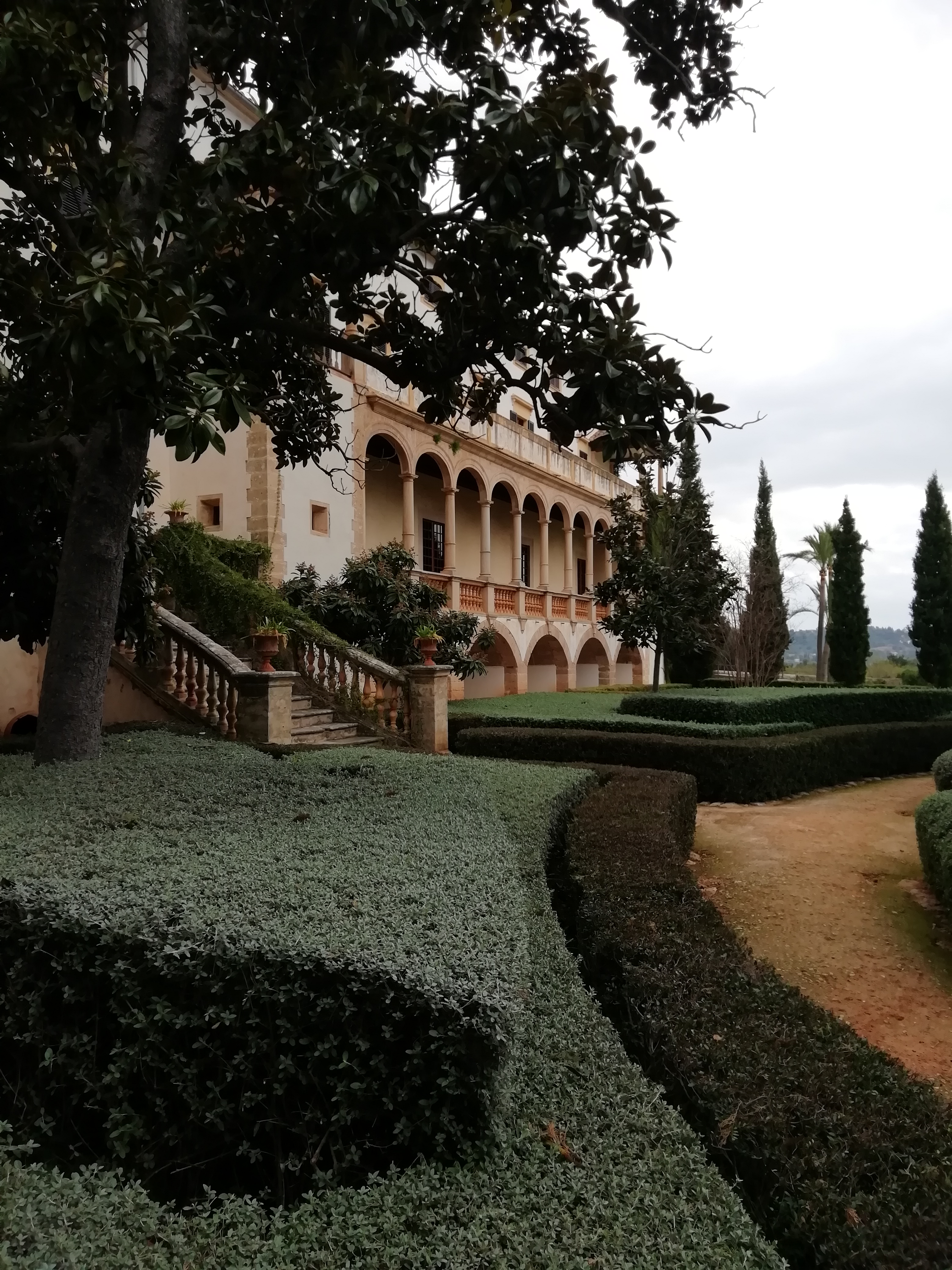
Vista lateral de la fachada desde el jardín frontal.

En tiempos de la dominación árabe, Araixa era al nombre con el que se conocía el valle que ya tenía una alquería, la cual paso por manos de diferentes familias que la han ido ampliando hasta adquirir el aspecto actual. En el año 1229 el rey Jaime I de Aragón conquistó la isla de Mallorca e hizo un reparto de sus tierras entre sus colaboradores. Raixa fue dada al conde de Ampurias Ponce IV el 11 de mayo de 1234. La familia más representativa, que la poseyó más siglos y que realizó los cambios más significativos en Raixa fue la familia Despuig, condes de Montenegro y Montoro. El primer conde de Montenegro compró Raixa el 18 de junio de 1660. El personaje de la familia Despuig más importante para la historia de Raixa es el cardenal Antonio Despuig (1745-1813), hijo del III conde de Montenegro y V de Montoro.
Así, en 1787, compró a Gabino Hamilton, pintor escocés y anticuario, un terreno en Ariccia, Italia, donde encontró, hasta el 1796, gran cantidad de esculturas que fueron llevadas a Raixa para formar parte del museo que estableció en esta posesión.
Al regresar de Italia, el cardenal Despuig transforma Raixa en una villa de estilo italiano, añadiendo a la fachada una loggia de diez arcos y encargando al escultor Lazzarini el diseño de los jardines que rodean la casa.
En 1906, Raixa es comprada por el empresario Antonio Jaume Nadal, quien al regresar de América había adquirido numerosas posesiones en la isla como Ca'n Serra, Ginars y Son Gelabert. En 1918 la colección de esculturas romanas pasa a formar parte del Museo de Mallorca. La colección puede visitarse actualmente en el Castillo de Bellver. En 1919 Antonio Jaume añade a los jardines la casa de las muñecas, que inspira a Lorenzo Villalonga el título y el "Deus ex machina" de su novela Bearn o La sala de las muñecas. Fue llevada a la gran pantalla por el director Jaime Chávarri, utilizando Raixa como escenario.
En 1993 Raixa fue declarada Bien de Interés Cultural por su alto valor histórico y artístico. En el año 2002 la "possessió" fue adquirida por la Fundación Parques Nacionales y el Consejo Insular de Mallorca. En 2003 se inició su restauración, que se ejecutó en varias fases: en 2008 concluyó la restauración del edificio principal y en 2009 se inició la segunda fase que comprendió los jardines y las edificaciones agrícolas. 
Raixa acoge el Centro de Interpretación del Paraje Natural de la Serra de Tramuntana.

## Jardines de Raixa

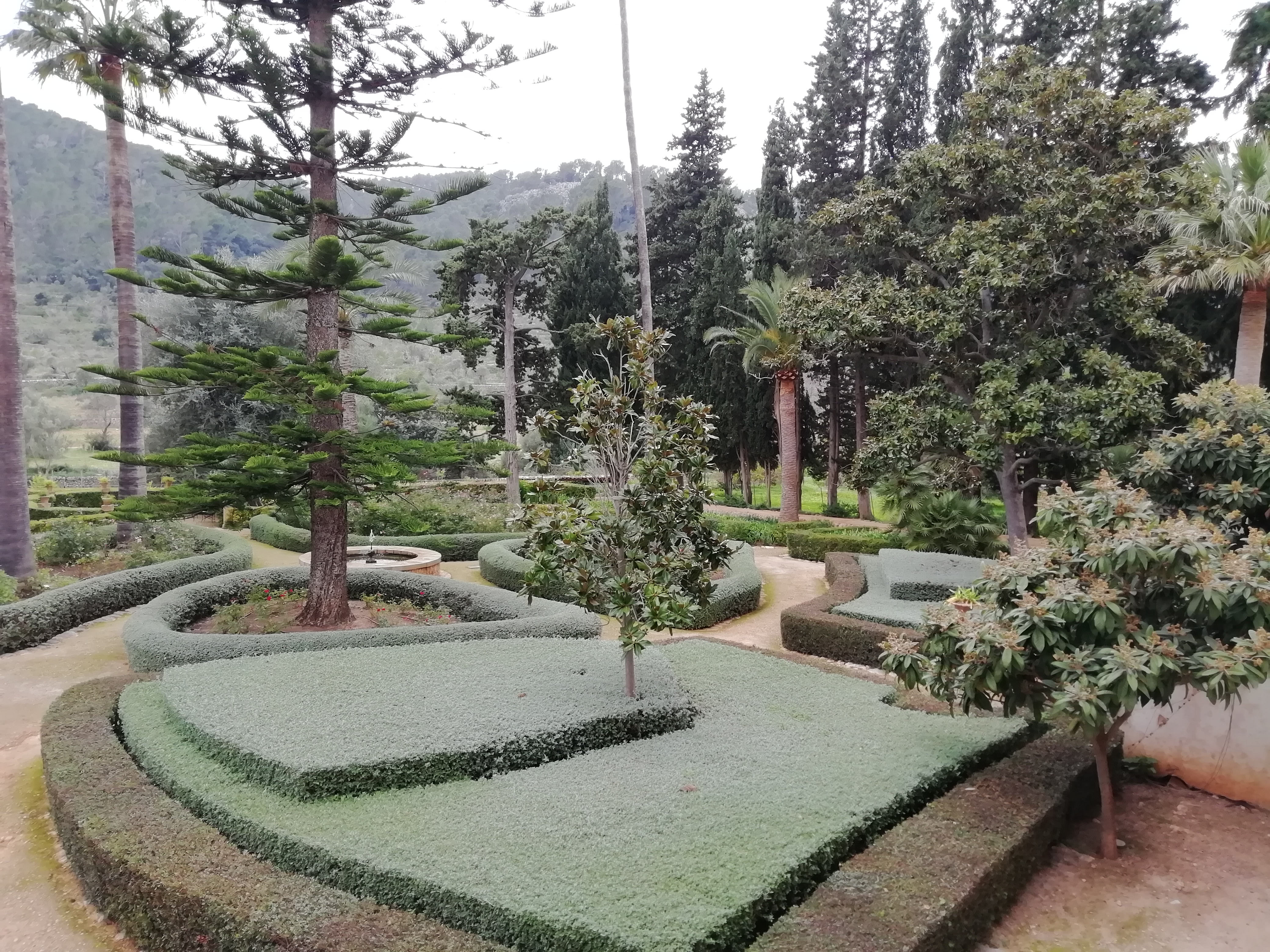
Jardín frontal de Raixa.

Raixa debe su fama principalmente a sus jardines, proyectados por Giovanni Lazzarini y con pequeños añadidos de los sucesivos condes de Montenegro y su último propietario, Antonio Jaume Nadal. Los espacios verdes se dividen en los jardines de acceso, los jardines bajos y los jardines superiores. Los jardines de acceso están comprendidos en una gran terraza-belvedere a la que se accede a través de un portal de inspiración medieval con torres almenadas. Los jardines bajos tienen como referencia la loggia de diez arcos de la fachada principal. Combina una variedad de árboles longevos entre elementos vegetales geométricos. Los jardines superiores están integrados en una colina. Las primeras terrazas están articuladas por una monumental escalinata que da paso al gran estanque (96 x 18 metros), la casa de las muñecas y la casa de baños. La parte más elevada, llamada Sa Muntanyeta, contiene un camino a lo largo del cual el visitante se encuentra con ítems románticos: una gruta, un mirador elevado sobre unas mazmorras, una ermita y un templete neoclásico que corona la cima.

## Raixa en la cultura
Raixa ha sido escenario de tres películas: Muerte bajo el sol, de 1982, basada en la novela de Agatha Christie; Bearn o la sala de las muñecas, de 1983, en la de Lorenzo Villalonga, y El celo, de 1999, ópera prima de Antonio Aloy. Además Raixa es el título de uno de los trabajos discográficos de Maria del Mar Bonet.